# Sainte-Livrade-sur-Lot
 Sainte-Livrade-sur-Lot  (en occitano Santa Liorada d'Olt) es una población y comuna francesa, en la región de Aquitania, departamento de Lot y Garona, en el distrito de Villeneuve-sur-Lot y cantón de Sainte-Livrade-sur-Lot.

## Demografía
| 5289 | 5926 | 5787 | 5785 | 5938 | 5865 |
| Para los censos de 1962 a 1999 la población legal corresponde a la población sin duplicidades (Fuente: INSEE [Consultar]) |      |      |      |      |      |